# 燈籠褲

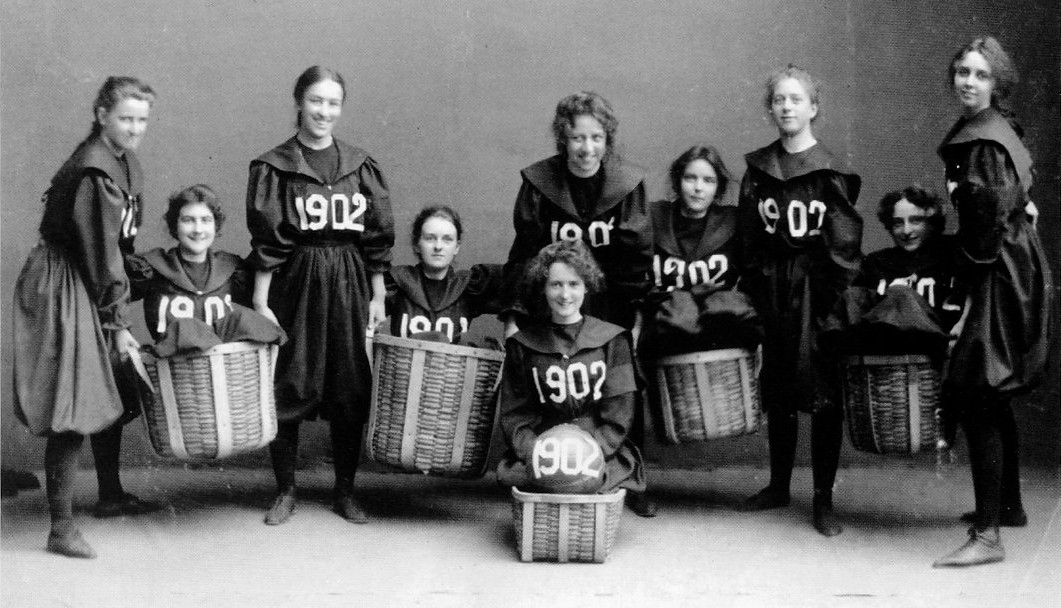
20世紀初穿著燈籠褲的女子籃球隊

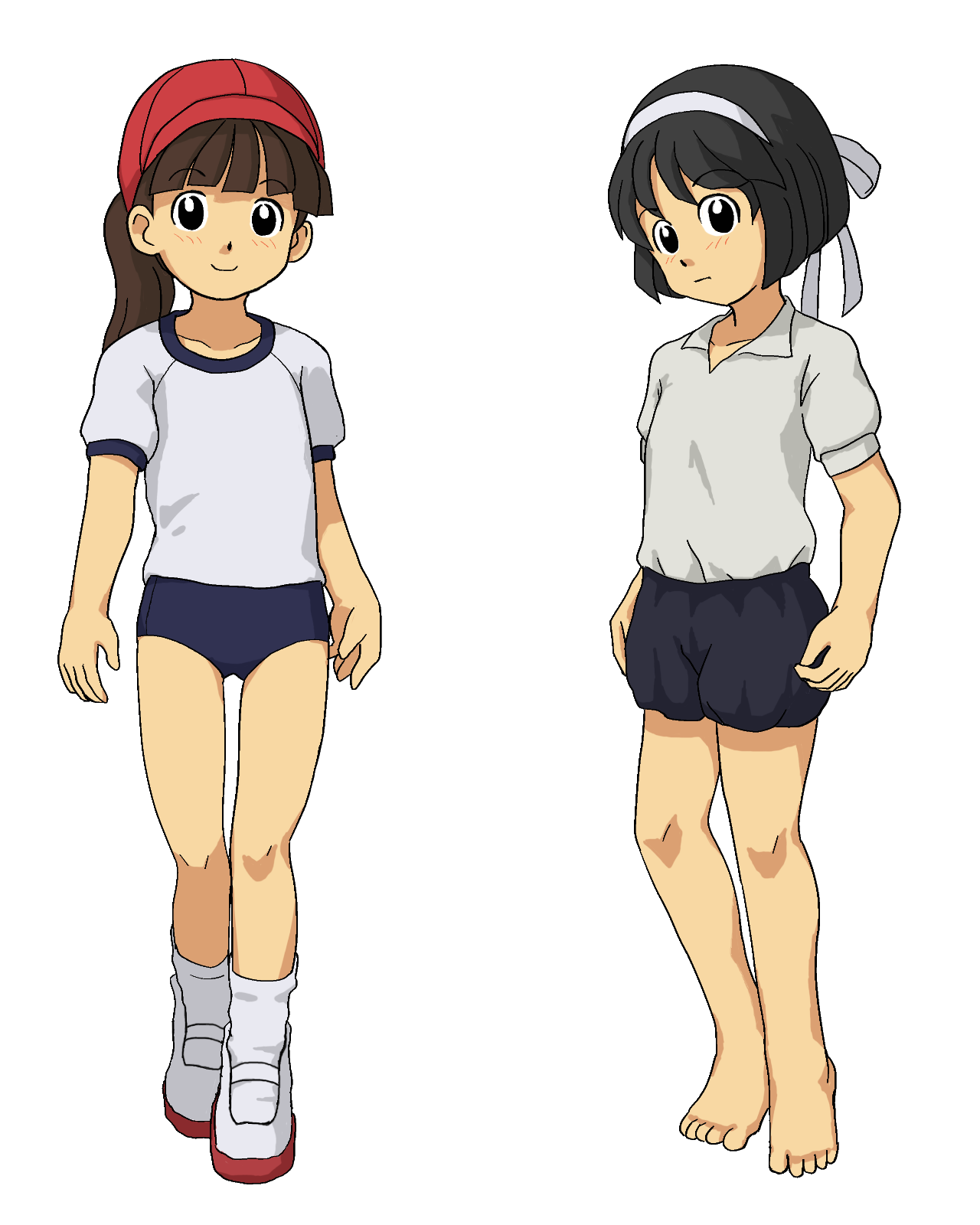
日本女學生所使用的改良式燈籠褲

燈籠褲（Bloomers）是女性所使用的一種外褲。據信燈籠褲是由伊莉莎白·史密斯·米勒所發明，不過在1850年代早期因為艾蜜莉亞·布盧默的緣故而普及，這種褲子也因為她的緣故而得此稱。早期的燈籠褲相當地蓬鬆，像個燈籠（此即中文譯為燈籠褲之故），而且在腳踝的地方扣緊腳部；當時的婦女穿著這種褲子以進行運動，後來這種褲子逐漸不再流行。但是直到1950年代，一些地方的學校的女孩在上體育課時依然穿著這種褲子。
1964年東京奧運，日本人看到美國排球隊穿著的超短燈籠褲，覺得又好動、又帥，便演進成短型又貼身的燈籠褲。
在日本，體育課時女生穿的運動短褲為大幅改良的燈籠褲，日文稱為，即英文「Bloomer」的日式音譯，中文則有人據之譯為「布魯馬」。儘管日本地區除幼稚園外的學校近年多改用及膝短褲，歐美部分學校仍採為體育服裝。
到了近代日本，ブルマ開始漸漸消失，原因是體育課程的改變。在昭和時代，男女的體育課程內容有別，女生學舞蹈；男生學武道。所以就沿用一直以來的體育服裝規定，男生穿短褲，女生穿ブルマ。但在現代，男女是一起上體育課的，為了統一運動服裝，於是就廢除ブルマ了。